# Philly
Philly  è una serie televisiva statunitense in 22 episodi trasmessi per la prima volta nel corso di una sola stagione dal 2001 al 2002.
È una serie del genere giudiziario incentrata sulle vicende dell'avvocato difensore Kathleen Maguire. Il titolo deriva dal diminutivo con cui si indica la città di Philadelphia, in cui è ambientata la serie.

## Trama
Kathleen Maguire è una madre single e partner in un piccolo studio legale di Philadelphia con Will Froman. La donna combatte per tenere i suoi clienti fuori dai guai ed è coinvolta nei conflitti professionali derivanti dalla sua relazione con il suo ex-marito Dan Cavanaugh, un assistente del procuratore distrettuale. Comincia anche ad uscire con il giudice August "Jack" Ripley.

## Personaggi e interpreti
L'attrice Kim Delaney lasciò il suo ruolo in NYPD Blue per fare questa serie. In seguito tornò a NYPD Blue per un numero limitato di episodi.

### Personaggi principali
- Kathleen Maguire (22 episodi, 2001-2002), interpretata da Kim Delaney, doppiata da Milvia Bonacini.
- Will Froman (22 episodi, 2001-2002), interpretato da Tom Everett Scott, doppiato da Daniele Barcaroli.
- Terry Loomis (22 episodi, 2001-2002), interpretato da Rick Hoffman, doppiato da Massimo Lodolo.
- Patricia (22 episodi, 2001-2002), interpretata da Diana Maria Riva,
- Patrick Cavanaugh (22 episodi, 2001-2002), interpretato da Scotty Leavenworth.
- Daniel X. Cavanaugh (22 episodi, 2001-2002), interpretato da Kyle Secor, doppiato da Fabrizio Temperini.
- Giudice Irwin Hawes (13 episodi, 2001-2002), interpretato da Robert Harper, doppiato da Rino Bolognesi.
- Giudice Augustus Ripley (13 episodi, 2001-2002), interpretata da James Denton, doppiato da Mauro Gravina.
- Giudice Ellen Armstrong (12 episodi, 2001-2002), interpretata da Dena Dietrich, doppiata da Graziella Polesinanti.
- Assistente del procuratore distrettuale Jerry Bingham (10 episodi, 2001-2002), interpretato da Scott Alan Smith.
- Martin (10 episodi, 2001-2002), interpretato da Bari K. Willerford.

### Personaggi secondari
- Assistente del procuratore distrettuale Lisa Walensky (8 episodi, 2001-2002), interpretata da Kristanna Loken.
- Assistente del procuratore distrettuale Erin Farrelly (8 episodi, 2002), interpretata da Reamy Hall.
- Howard (8 episodi, 2001-2002), interpretato da Clement Blake.
- Assistente del procuratore distrettuale Teena Davis (8 episodi, 2001-2002), interpretata da Monique Edwards.
- Cheryl (8 episodi, 2001-2002), interpretata Cheryl Francis Harrington.
- Giudice Henry Griffin (7 episodi, 2001-2002), interpretato da Ron Canada.
- Clyde Coleman (7 episodi, 2001-2002), interpretato da James Pickens Jr..
- Annie Maguire (5 episodi, 2001-2002), interpretata da Anne Gee Byrd.
- Giudice Paul DaCosta (5 episodi, 2001-2002), interpretato da Alan Blumenfeld.
- Giudice Marjorie Brennan (5 episodi, 2001-2002), interpretata da Veronica Hamel.
- Julian Braddock (3 episodi, 2002), interpretato da McCaleb Burnett.
- Nancy (3 episodi, 2001-2002), interpretata da Lynette DuPree.
- Tabitha Davenport (2 episodi, 2002), interpretata da Sharon Lawrence.
- Detective John O'Brien (2 episodi, 2001), interpretato da Steven Culp.
- Malik Clay (2 episodi, 2002), interpretato da Robert Gossett.
- Shayna (2 episodi, 2001), interpretata da Nicki Micheaux.
- Carol Toland (2 episodi, 2001), interpretata da Lisa Darr.
- Jerome Webster (2 episodi, 2001), interpretato da Darryl Theirse.
- Martin Toland (2 episodi, 2001), interpretato da Conor O'Farrell.
- Neil Toland (2 episodi, 2001), interpretato da John Patrick Amedori.
- Anthony (2 episodi, 2001), interpretato da Phil LaMarr.
- Assistente del procuratore distrettuale Lorraine Glover (2 episodi, 2001-2002), interpretata da Kimberly Huie.
- Irene (2 episodi, 2001), interpretata da Jennifer Parsons.
- Victor Tommasino (2 episodi, 2001-2002), interpretato da John Aprea.
- Brian Chin (2 episodi, 2001-2002), interpretato da Reggie Lee.
- Giudice Franklin Tate (2 episodi, 2001), interpretato da John Cothran Jr..
- Reon Jackson (2 episodi, 2002), interpretato da Erik Kilpatrick.
- Michael Ettinger (2 episodi, 2001), interpretato da Andy Morrow.
- Sceriffo (2 episodi, 2001), interpretato da Jeff Wolfe.
- Andy Drummond (2 episodi, 2001-2002), interpretato da Lee Cherry.
- Griffin's Bailiff (2 episodi, 2001), interpretato da Raymond O'Keefe.

## Produzione
La serie, ideata da Steven Bochco e Alison Cross, fu prodotta da Paramount Television e Steven Bochco Productions e girata negli studios della Paramount a Hollywood, a Culver City e a Philadelphia. Le musiche furono composte da Mike Post.

### Registi
Tra i registi sono accreditati:
- Rick Wallace in 5 episodi (2001-2002)
- Kevin Hooks in 4 episodi (2001-2002)
- Joe Ann Fogle in 2 episodi (2002)
- Michael Switzer in 2 episodi (2002)

### Sceneggiatori
Tra gli sceneggiatori sono accreditati:
- Steven Bochco in 22 episodi (2001-2002)
- Alison Cross in 22 episodi (2001-2002)
- Keith Eisner in 5 episodi (2001-2002)
- Jonathan R. Hiatt in 5 episodi (2001-2002)
- Tom Szentgyorgyi in 5 episodi (2001-2002)

## Distribuzione
La serie fu trasmessa negli Stati Uniti dal 25 settembre 2001 al 28 maggio 2002 sulla rete televisiva ABC. In Italia è stata trasmessa dal 18 agosto 2006 su Rai Due con il titolo Philly.
Alcune delle uscite internazionali sono state:
- negli Stati Uniti il 25 settembre 2001 (Philly)
- in Israele il 28 luglio 2002
- in Islanda il 28 agosto 2002
- in Ungheria l'8 gennaio 2003 (Philly)
- in Francia il 3 marzo 2005
- in Spagna (Philly)
- in Russia (Филадельфия)
- in Italia (Philly)

## Episodi
| Stagione       | Episodi | Prima TV USA |
| -------------- | ------- | ------------ |
| Prima stagione | 22      | 2001-2002    |